# كلود صباح
كلود صباح (بالفرنسية: Claude Sabbah)‏ (و. 1954  م) هو رياضياتي، وباحث فرنسي.

## مناصب
تولى منصب مدير الأبحاث في المركز الوطني الفرنسي للبحث العلمي ‏
.